# Symphonie no 1 de Nielsen
Pour les articles homonymes, voir Symphonie no 1.
La Symphonie en sol mineur op. 7 est la première des 6 symphonies écrites par Carl Nielsen entre 1891 et 1894.
Elle est qualifiée par Robert Simpson, de symphonie à "tonalité progressive", celle de la fin étant différente de celle du début. C'est l'œuvre d'un artiste de 27 ans, encore sous l'influence de Johannes Brahms à qui il a montré la partition en novembre 1894. Sa genèse en est particulièrement longue (près de quatre ans).
La première eut lieu à Copenhague le 14 mars 1894 sous la direction de Johan Svendsen. Anecdotiquement, le compositeur jouait dans l'orchestre dans le pupitre des seconds violons. Elle est publiée après quelques corrections mineures en septembre 1894.
Elle comporte quatre mouvements et son exécution demande environ un peu plus d'une demi-heure.
1. Allegro Orgoglioso
2. Andante
3. Allegro comodo
4. Finale, allegro con fuoco